# Cavayé Yeguié Djibril
Cavayé Yeguié Djibril, né le 1er janvier 1940 à Mada I, est un homme politique camerounais, président de l'Assemblée nationale depuis 1992,. Il est membre du Rassemblement démocratique du peuple camerounais (RDPC).
Cavayé Yéguié Djibril est député de la circonscription de Mayo-Sava dans la région de l’Extrême-Nord,.

## Biographie

### Enfance, formation et débuts
Né vers 1940 à Mada, dans l'arrondissement de Tokombéré du département de Mayo-Sava, dans l'Extrême-Nord du pays, Cavayé appartient au groupe ethnique Mada. Il a étudié au centre régional d'éducation physique et sportive de 1960 à 1963 et a ensuite enseigné comme maitre d'EPS à Maroua. Il a ensuite été nommé inspecteur interministériel du Grand Nord en 1965 et est entré à l'Assemblée législative du Cameroun oriental en avril 1970; il est également devenu le chef traditionnel du Mada en 1971. À la suite de la création d'un État unitaire, Cavayé est élu à l'Assemblée nationale du Cameroun en 1973 et obtient le poste de questeur au bureau de l'Assemblée nationale. En 1975, il a été inclus dans le Comité central du parti au pouvoir, l'Union nationale camerounaise (UNC).
Après dix ans à l'Assemblée nationale, Cavayé a été élu deuxième vice-président en 1983. En 1985, lorsque le président Paul Biya a transformé l'UNC en RDPC, Cavayé a été retenu comme membre du Comité central. Il a été deuxième vice-président de l'Assemblée nationale pendant cinq ans. Il a quitté la législature à la fin de la législature en 1988 pour devenir adjoint au préfet de Diamaré. Il est revenu à l'Assemblée nationale lors des élections législatives de mars 1992 et a ensuite été élu président de l'Assemblée nationale.
Cavayé a été réélu à l'Assemblée nationale aux élections législatives de mai 1997, puis pour un second mandat à la présidence de l'Assemblée nationale à la mi-1997. Après la réélection de Paul Biya à l'élection présidentielle d'octobre 1997 malgré un boycott de l'opposition, Cavayé a déclaré lors de l'ouverture d'une session parlementaire le 1er novembre 1997 que les députés devaient "respecter les institutions de la République" et "être de dignes représentants du peuple souverain ", mais les députés de l'opposition ont ignoré son avertissement et ont boycotté la cérémonie d'assermentation de Paul Biya le 3 novembre.
Lors de l'ouverture d'une session parlementaire le 8 novembre 2001, Cavayé Yeguié Djibril a vivement critiqué les tendances sécessionnistes d'une partie de la population anglophone, affirmant que le sécessionnisme menaçait la stabilité nationale et que l'Assemblée nationale ne la tolérerait pas. À la suite des élections législatives de 2002, le Bureau politique du RDPC a de nouveau choisi Cavayé comme candidat du parti au poste de président de l'Assemblée nationale. Il a ensuite été réélu en août 2002; Cavayé a reçu 132 voix pour et 27 contre, tandis que quatre députés se sont abstenus lors du vote. En novembre 2005, il a exhorté les députés à jouer un rôle actif dans la lutte contre la corruption.
Expliquant sa décision de se représenter aux élections législatives de juillet 2007, Cavayé a déclaré qu'il était passionné par ses fonctions parlementaires et qu'il souhaitait "aider le Président Paul Biya à tenir son engagement électoral de changements majeurs pour le peuple camerounais lors des élections présidentielles de 2004". Cavayé a de nouveau été réélu à l'Assemblée nationale en tant que candidat au RDPC dans la circonscription de Mayo-Sava, dans la province de l'Extrême-Nord.
À la suite des élections de 2007, Jean-Bernard Ndongo Essomba, président du groupe parlementaire du RDPC, a présenté M. Cavayé en tant que candidat du nouveau parti à la présidence de l'Assemblée nationale le 31 août 2007; le vote était considéré comme une simple formalité, Cavayé étant le choix du président Biya. Cependant, un autre député du CPDM, Adama Modi, a fait sensation en se présentant comme candidat au poste, en opposition à Cavayé. Les dirigeants du parti ont demandé à Modi de ne pas le faire, mais il a insisté sur le fait qu'il était dans ses droits et qu'il ne se souciait pas des conséquences. Finalement, il sortit de la chambre, refusant de participer au vote. Cavayé s'est assis tranquillement pendant l'épisode chauffé et n'a pas réagi. [15]En tant que seul candidat, il fut facilement réélu; Il a reçu 130 voix, avec la participation de 143 députés. Après avoir pris son siège à la présidence de l'Assemblée nationale, Cavayé a déclaré qu'il renforcerait l'atmosphère de discipline dans la chambre. La contestation de Modi contre Cavayé était considérée comme un acte d'indiscipline remarquable et grave, et un comité de discipline du RDPC a ensuite été constitué pour examiner le comportement de Modi.
Dans les années qui ont suivi sa réélection en 2007, Cavayé a successivement limogé quatre secrétaires généraux de l'Assemblée nationale. Lors d'un vote de routine, il a été réélu président de l'Assemblée nationale le 4 mars 2010. Il était le seul candidat et avait obtenu 141 voix, tandis que 16 députés avaient raté leur vote.
En tant que chef traditionnel (Lamido) de Mada, Cavayé a assisté au Forum national des souverains traditionnels du Cameroun en mars 2010. Il a été désigné président honoraire du forum et en a présidé les cérémonies d'ouverture et de clôture. Au Forum, qui a abouti à la création du Conseil national des souverains traditionnels du CamerounCavayé a discuté du rôle vénérable et durable des chefs traditionnels et a souligné qu'ils travaillaient en coopération avec l'administration de l'État, reconnaissant ainsi l'autorité des lois de cet État. Cavayé a déclaré que le Conseil national n'était pas une organisation politique et ne devrait jamais agir en tant qu'autorité parallèle aux côtés de l'État; Au lieu de cela, il a défini le Conseil comme une institution vouée à la coopération, à la promotion de la culture traditionnelle et au soutien de l'administration publique dans ses travaux au profit de la population. Le Conseil a ensuite publié une déclaration appelant le président Biya à se représenter lors de l' élection présidentielle de 2011 et s'engageant à soutenir le travail de Biya dans le développement du pays.
Dans l'élection parlementaire septembre 2013 , Cavayé a été réélu à l'Assemblée nationale. Lorsque l'Assemblée nationale a commencé à se réunir pour sa nouvelle législature, il a été réélu à la présidence de l'Assemblée nationale le 4 novembre 2013. M. Cavayé a recueilli les suffrages de 150 députés, tandis que 23 députés ont rejeté les suffrages.
En 2024, il est réélu président de la chambre basse du Parlement pour la 32e fois successivement.
Cavayé est membre du Bureau politique du RDPC.
Dans un arrêté signé ce 8 janvier 2025, le président de l’Assemblée nationale du Cameroun donne le nom de « Palais des Verres Paul Biya » au nouveau siège de l’Assemblée Nationale, inauguré le 30 novembre 2024. C’est un signe que Cavaye Yeguié Djibril reste loyal au président de la République, Son Excellence Paul Biya. En rebaptisant le Palais des Verres de Ngoa-Ekelle, Cavaye Yeguié, au perchoir depuis 33 ans, reste fidèle à l’idéologie politique de maître. Pour rappel, le nouveau Palais a été inauguré le 30 novembre 2024 par Cavaye Yeguié Djibril, représentant personnel du président de la République. La cérémonie d’inauguration, très courue, avait réuni un parterre de personnalités politiques, réligieuses et de la société civile. En 2007, Cavayé a quatre femmes et 15 enfants.